# Biełogorsk (stacja kolejowa)
Biełogorsk – stacja kolejowa w Biełogorsku, w obwodzie amurskim, w Rosji. Znajdują się tu 2 perony.